# Verfassungsgeschichte
Die Verfassungsgeschichte ist ein Teilfach der Rechts- und der Geschichtswissenschaft.

## Definition
Die Verfassungsgeschichte als Synonym für Verfassungsgeschichtsschreibung beschäftigt sich mit der Geschichte der Verfassungen im materiellen wie formellen Sinn. Im formellen Sinn ist sie die Geschichte der geschriebenen Verfassungen, im materiellen Sinn untersucht sie die politischen und gesellschaftlichen Strukturen der Geschichte ebenso wie die Verfassung als Kulturerscheinung. Man kann in diesem Zusammenhang auch von einem engen und einem weiten Begriff der Verfassung sprechen.
Die Verfassungsgeschichte ist ein Teilgebiet der Geschichtswissenschaft. Sie existiert als Verfassungsgeschichte der Antike, des Mittelalters und der Neuzeit. Sie ist aber zugleich Teil der Rechtswissenschaft und zwar des Öffentlichen Rechts, aber auch der Rechtsgeschichte. Als eine Art Hilfswissenschaft der Rechtswissenschaft wird sie im Rahmen der historischen Auslegung herangezogen. Bisweilen arbeitet auch die Politikwissenschaft mit verfassungsgeschichtlichen Fragestellungen.
In der Praxis hat die Verfassungsgeschichtsschreibung in Deutschland seit dem 18. Jahrhundert mit einem Verfassungsbegriff gearbeitet, der die Verfassungsgeschichte auf den normativen Bereich des Staates einschränkte. Zumeist wurden Fragen der politischen Verfassung, der Staatsorganisation und der staatlichen Institutionen behandelt. Dies führte zu einer stark etatistisch ausgerichteten Verfassungsgeschichte, die als Folge davon national begrenzt blieb. Diesem etatistischen Verfassungsverständnis entspricht auch die constitutional history in der angloamerikanischen Historiographie. Demgegenüber pflegte die französische Geschichtsschreibung einen sozial- und gesellschaftsgeschichtlich erweiterten Verfassungsbegriff ihren Forschungen einer histoire des institutions politiques zugrunde zu legen.
Die Verfassungsgeschichte lässt sich anhand der Begriffskategorien der Staatstheorie durchdringen bzw. strukturieren, dabei unterliegen die Begrifflichkeiten selbst einem historischen Entstehungs- und Wandlungsprozess (siehe auch Etymologie); ihre anachronistische Verwendung ist zu vermeiden. Um historische Gegebenheiten aus Sicht der Menschen der jeweiligen historischen Epoche zu verstehen, ist weiterhin zu bedenken, dass auch soziale Verhältnisse und Wissenschaften einem Entwicklungsprozess unterliegen (vgl. Sozialgeschichte und Wissenschaftsgeschichte).

## Gegenstand
Sofern sich die Verfassungsgeschichtsschreibung auch mit vorkonstitutioneller Geschichte befasst, lassen sich selbst politische und gesellschaftliche Strukturen der Antike und des Mittelalters als Verfassungsgeschichte bezeichnen und mit dem entsprechenden Methoden untersuchen. In Mittelalter und Früher Neuzeit kann man zudem an Grundgesetze des Heiligen Römischen Reichs wie die Goldene Bulle oder den Westfälischen Frieden anknüpfen, bei denen es sich – materiell gesehen – um Verfassungsgesetze handelt.
Frühe, allerdings nur rudimentäre Elemente einer geschriebenen Verfassung weisen die mittelalterlich-spätmittelalterlichen Herrschaftsverträge auf. Solche sog. Herrschaftsverträge finden sich beispielsweise etwa in Königreichen wie in England mit der Magna Charta von 1215, im Königreich Ungarn mit der Goldenen Bulle von Ungarn 1222, in Aragón mit dem Privilegio General de Aragón (1283/1287) und im römisch-deutschen Reich mit der Wahlkapitulation Karls V. von 1519 sowie in Territorialherrschaften wie Brabant (Joyeuse Entrée, 1356), Bayern (5 „Freiheitsbriefe“ von 1302 bis 1429), Mecklenburg (1304), Braunschweig-Lüneburg (Lüneburger Sate, 1392), Brandenburg (1472), den burgundischen Niederlanden (1477), Herzogtum Württemberg (Tübinger Vertrag, 1516) und in weiteren Territorien des Reichs im 16. und 17. Jahrhundert. In ihnen sichern Herrscher den Ständen bei deren Huldigung zu, bestimmte Rechte und Gewohnheiten zu achten.
Verfassungsdokumente des römisch-deutschen Reichs sind neben der Wahlkapitulation Karls V. von 1519 noch die Goldene Bulle Kaiser Karls IV. von 1356, die Reformgesetze des Wormser Reichstags von 1495, die 1500 und 1512 geschaffenen Reichskreise sowie das kurzlebige Reichsregiment zwischen 1500 und 1502 sowie 1521 und 1530. Sie betreffen die Königswahl und die Kurfürsten mit ihren Territorien sowie die Regulierung der Fehde (1356), das generelle Fehdeverbot (1495), die Einführung und Ordnung des Reichskammergerichts, die Mitwirkung des Reichstags bei der Gesetzgebung, Exekutions- und Verteidigungsmaßnahmen des Reichs und ein kaiserlich-ständisches Regierungsgremium.
Deutlicher ausgeprägt und umfassender ist jedoch der Verfassungscharakter in den Schwör-, Verbund- und Friedebriefen deutscher Städte des 14. Jahrhunderts. Die größere spätmittelalterliche Stadt ist im Hinblick auf das Gewaltmonopol des Rates und den inneren absoluten Frieden, die intensive Gesetzgebung, Verwaltung, Gerichtsbarkeit und die Erhebung von Steuern im modernen Sinne als Solidarabgaben für Gemeinschaftszwecke funktional als „das älteste wahrhaft staatliche Gemeinwesen in Deutschland“ (Otto von Gierke) anzusehen. Der absolute Friede, der gewaltsame Eigenmacht und Selbsthilfe nicht zulässt, in Verbindung mit den vielfältigen politischen Partizipationsmöglichkeiten im Kleinen Rat, Großen Rat, der Zunft- und Bürgerversammlung und in bürgerschaftlichen Ausschüssen machten das Bürgertum zu einer ersten deutschen „Zivilgesellschaft“. Im Zusammenhang mit der Beilegung innerstädtischer Verfassungskämpfe von Zunfthandwerkern in Koalition mit nicht patrizischen Kaufleuten gegen die regierenden Geschlechter (Patrizier) wurden auf der Grundlage politischer Zünfte (mit gewerblichem Unterbau) sog. Zunftverfassungen in Urkundenform mit erweiterter, demokratisierender politischer Partizipation und neuer Machtverteilung als Kompromiss zwischen den Geschlechtern und dem Zunftbürgertum errichtet. Die Zunftverfassungen regelten vor allem die Zusammensetzung und Wahl des regierenden Rats und Mitwirkungsrechte der Gemeinde durch einen gewählten Großen Rat oder eine Zunft- oder Bürgerversammlung.
Die erste frühkonstitutionelle und zugleich eine durch die Erweiterung der politischen Partizipation demokratisierende Verfassung in Deutschland und Europa ist, was die an Flächenstaaten orientierte Verfassungsgeschichtsschreibung übersieht, der Kölner „Verbundbrief“ von 1396, der 1513 durch den „Transfixbrief“ bestätigt und erweitert wurde und fortan mit ihm eine Einheit bildete. Der Verbundbrief wurde durch einen repräsentativen verfassungsgebenden Ausschuss, eine Konstituante, ausgearbeitet und vom (provisorischen) Rat und den neu errichteten 22 politisch-gewerblichen Zünften („Gaffeln“) als der korporativ gegliederten Gemeinde beschworen. Im Zuge einer ständischen Egalisierung wurden die Geschlechter als ehedem privilegierte und dominierende sozio-politische Kategorie aus der Verfassung eliminiert. Eine ausführliche Präambel mit Gottesbezug begründet die Schriftform der urkundlich niedergelegten Verfassung (heute: „Positivität“), nennt als Ziele die Verwirklichung des gemeinen Besten und des friedlichen Zusammenlebens aller Bewohner und beansprucht für die neue Verfassung eine „ewige“ Geltung. Der Rat, dem die Gemeinde seine Regierungsgewalt zusichert, regiert die Stadt, aber eine Gemeindevertretung (die „Vierundvierziger“) bestehend aus je zwei ad hoc gewählten Vertretern der 22 Gaffeln, besitzt in existenziellen Angelegenheiten der Stadt ein Mitwirkungsrecht, das sie in der gemeinsamen Sitzung mit dem Rat ausübt. Zu diesen Angelegenheiten gehören die Entscheidung über Krieg und Frieden, den Abschluss von Bündnissen, die Verausgabungen des Rats von einer bestimmten Höhe an und die Kreditaufnahme und Verschuldung durch die Emission kommunaler Anleihen in Form von Leib- und Ewigrenten. Die Gaffeln und die Gemeinde insgesamt haben dem Rat beizustehen und die Verfassung aktiv gegen gewaltsame und konspirative Veränderungen zu schützen – gegen Verfassungshochverrat (vgl. etwa Artikel 20 Abs. 4 GG und die §§ 81 f. des Strafgesetzbuchs).
Seine völlig singuläre Bedeutung erhält die Kölner Verfassung durch den angefügten Transfixbrief von 1513, in den eine Reihe zentraler Kölner „Bürgerfreiheiten“ implementiert sind. Es sind Kölner Bürgerfreiheiten, aber sie besitzen teilweise den Charakter von universalisierbaren Bürger- und Menschenrechten. Zu ihnen gehören etwa der Eigentumsschutz durch Eintrag in das Grundbuch („Schreinsbuch“) und der Bestandsschutz für das Vermögen von Verurteilten und ihrer Familien. Abwehrrechte gegen die Obrigkeit sind die Unverletzlichkeit des Hauses, in das nur geregelt und aufgrund eines öffentlichen Interesses eingedrungen werden darf (vgl. die Unverletzlichkeit der Wohnung Art. 13 GG) und der Schutz vor willkürlicher Verhaftung und weiterer Haft. Der Beschuldigte muss unverzüglich dem Haftrichter – in Gestalt des „Turmmeisters“ – vorgeführt werden, der dann über das weitere Verfahren entscheidet. Das ist das Prinzip des Habeas corpus, das in England erst über 160 Jahre später 1679 gesetzlich in der gleichnamigen Akte verankert wurde und sich in den Verfassungen Badens und Württembergs von 1818, in der Weimarer Reichsverfassung von 1919 (Art. 114), und im Grundgesetz in Artikel 104 Abs. 2 und 3 sowie in der Europäischen Menschenrechtskonvention von 1950/53 (Art. 5) findet. Hinzu kommen im Kölner Transfixbrief der Anspruch auf einen Rechtsbeistand und die ungehinderte Möglichkeit, Rechtsmittel einzulegen, ferner das Recht auf den zuständigen (heute: „gesetzlichen“) Richter (vgl. Art. 101 Abs. 1 GG) und die Garantie des Rechtswegs (vgl. Art. 19 Abs. 4 Satz 1 GG). Die einzelnen Gaffeln und alle Gaffeln gemeinsam erhalten ein Recht auf Widerstand mit gestuften Maßnahmen gegen parteiische Gesetze des Rats und eine rechtswidrig agierende Ratsobrigkeit. Die Verfassung war in der frühen Neuzeit starken Erscheinungen einer Oligarchisierung ausgesetzt, wurde aber von Kreisen der Bürgerschaft immer wieder in ihrer ursprünglichen Form angemahnt. Erst nach dem Einmarsch der Franzosen (1792) wurde sie – nach der Ewigkeit von 400 Jahren – von diesen endgültig 1796 außer Kraft gesetzt.
Von allgemeiner Bedeutung für die nordamerikanische und europäische Verfassungsgeschichte sind die Amerikanische und Französische Revolution mit den aus ihnen hervorgegangenen Verfassungen.
An diese Traditionen knüpften die ersten Verfassungen auf deutschem Boden in der Zeit des Rheinbunds an. Ihnen folgten der Deutsche Bund, der Norddeutsche Bund und das Deutsche Kaiserreich mit ihren jeweiligen Verfassungen, welche die Form völkerrechtlicher Verträge besaßen. Daneben bilden die Verfassungsurkunden der deutschen Einzelstaaten Anknüpfungspunkte für regionale Verfassungsgeschichten.
Speziell für die deutsche Verfassungsgeschichte sind dann die Weimarer Republik, die Zeit des Nationalsozialismus, die alliierte Besatzung sowie die Entstehung von Deutscher Demokratischer Republik und Bundesrepublik Deutschland von Interesse.

## Verfassungsgeschichte im Studium der Rechtswissenschaften
Die „Verfassungsgeschichte der Neuzeit“ wurde mit der preußischen Studienreform von 1931 und nachfolgend mit den reichsweiten Richtlinien für das rechtswissenschaftliche Studium von 1935 Bestandteil der Juristenausbildung. Seitdem ist die Verfassungsgeschichte Bestandteil der Juristenausbildung geblieben.
Die „geschichtlichen Grundlagen“ des Rechts sind für das gesamte Bundesgebiet geltend in § 5a DRiG als Teil des Studiums erwähnt. Dies wird in den Juristenausbildungsgesetzen der Länder aufgegriffen (etwa § 1 JAG M-V). Im Studiumsbetrieb wird dies zumeist durch fakultative und eher privatrechtsorientierte Rechtsgeschichtsvorlesungen abgedeckt; seltener werden Vorlesungen oder Seminare speziell in Verfassungsgeschichte angeboten (so etwa an den Universitäten Erlangen, Freiburg, Kiel, Hannover, Leipzig, Heidelberg, Marburg, Greifswald, Göttingen, Köln, Düsseldorf, Münster, Mannheim, Osnabrück, Mainz, Bielefeld, Bayreuth, Trier, Tübingen, Göttingen oder Bonn und Dresden).
Mit dem Teilfach Verfassungsgeschichte befasst sich die 1977 gegründete Vereinigung für Verfassungsgeschichte, der ca. 170 Juristen, Historiker und Archivare angehören und die alle zwei Jahre Tagungen veranstaltet.

## Verfassungsgeschichte im Nationalsozialismus
Am 30. Januar 1933 wurde Adolf Hitler zum Reichskanzler durch Reichspräsident Hindenburg ernannt. Ihm gelang es in der Folgezeit, seine politische Macht immer weiter auszudehnen. Eines der entschiedensten Mittel zur Machterlangung der Nationalsozialisten war die Scheinlegalität ihrer Methoden. Die Nationalsozialisten erließen Gesetze, die scheinbar im Sinne der Verfassung waren. Hitler legte sogar am 25. September 1930 seinen Legalitätseid ab. Dieser diente nur zur äußeren Wahrung. In Wirklichkeit setzten die Nationalsozialisten sämtliche Grundrechte außer Kraft und konnten dadurch enormen politischen Druck ausüben. Am 27. Februar 1933 wurde die Reichstagsbrandverordnung erlassen. Bereits in deren § 1 wurden zentrale Grundrechte außer Kraft gesetzt:
Verordnung des Reichspräsidenten zum Schutz von Volk und Staat vom 28. Februar 1933:
Viele sind der Meinung, dass hier ein bedeutender Schritt zur NS-Machterlangung getan wurde. Die Nationalsozialisten hoben am 24. März 1933 mit dem sogenannten Ermächtigungsgesetz die Gewaltenteilung auf. Die Legislative und die Exekutive waren eins. Die Reichsregierung konnte Reichsgesetze beschließen. Somit wurde durch das Ermächtigungsgesetz die Verfassung geändert. Als am 2. August 1934 der Reichspräsident Hindenburg starb, war die „Machtergreifung“ Hitlers vollendet. Die ganze Staatsgewalt war in der Person des Führers vereinigt.

### Insbesondere Deutschland
- Einstieg in die Thematik:
  - Hans Fenske: Deutsche Verfassungsgeschichte. Vom Norddeutschen Bund bis heute (= Beiträge zur Zeitgeschichte, Bd. 6). 4., erweiterte und aktualisierte Neuauflage, Edition Colloquium, Berlin 2006, ISBN 978-3-89166-164-2.
  - Dietmar Willoweit: Reich und Staat. Eine kleine deutsche Verfassungsgeschichte, C.H. Beck, München 2013, ISBN 3-406-64615-8.
  - Reinhold Zippelius: Kleine deutsche Verfassungsgeschichte. Vom frühen Mittelalter bis zur Gegenwart, 7. Auflage, C.H. Beck, München 2006, ISBN 3-406-47638-4.
- Überblicksdarstellungen:
  - Hans Boldt: Deutsche Verfassungsgeschichte, 2 Bde.
    - Bd. 1: Von den Anfängen bis zum Ende des älteren deutschen Reiches 1806, 2. Aufl., dtv, München 1990, ISBN 3-423-04424-1;
    - Bd. 2: Von 1806 bis zur Gegenwart, dtv, München 1993, ISBN 3-423-04425-X.

  - Werner Frotscher, Bodo Pieroth: Verfassungsgeschichte, 20. Auflage, C.H. Beck, München 2022, ISBN 978-3-406-79564-0.
  - Stefan Korioth: Deutsche Verfassungsgeschichte. Mohr Siebeck, Tübingen 2023, ISBN 978-3-16-162069-0.
  - Michael Kotulla: Deutsche Verfassungsgeschichte. Vom Alten Reich bis Weimar (1495–1934), Springer, Berlin [u. a.] 2008, ISBN 978-3-540-48705-0.
  - Klaus Stern: Das Staatsrecht der Bundesrepublik Deutschland, Handbuch, 5 Bde.
    - Band V: Die geschichtlichen Grundlagen des deutschen Staatsrechts, C.H. Beck, München 2000, ISBN 978-3-406-07021-1.

  - Dietmar Willoweit: Deutsche Verfassungsgeschichte. Vom Frankenreich bis zur Wiedervereinigung Deutschlands, 7. Aufl., C.H. Beck, München 2013, ISBN 3-406-65681-1 (Rezension).
- Vertiefung von Einzelaspekten:
  - Ernst-Wolfgang Böckenförde (Hrsg.): Moderne deutsche Verfassungsgeschichte (1815–1914), 2. Aufl., Kiepenheuer & Witsch, Köln 1981, ISBN 3-445-02078-7.
  - Hartwig Brandt, Ewald Grothe (Hrsg.): Rheinbündischer Konstitutionalismus, Lang, Frankfurt am Main [u. a.] 2007, ISBN 3-631-56489-9.
  - Ernst Pitz: Einführung in die Verfassungslehre und die deutsche Verfassungsgeschichte des Mittelalters, Duncker & Humblot, Berlin 2006, ISBN 3-428-11985-1.
- Ausführlich: Ernst Rudolf Huber: Deutsche Verfassungsgeschichte seit 1789, 8 Bde., Kohlhammer
  - Bd. 1: Reform und Restauration 1789 bis 1830, 2. Aufl., Stuttgart 1990, ISBN 3-17-002501-5;
  - Bd. 2: Der Kampf um Einheit und Freiheit 1830 bis 1850, 3. Aufl., Stuttgart 1988, ISBN 3-17-009741-5;
  - Bd. 3: Bismarck und das Reich, 3. Aufl., Stuttgart 1988, ISBN 3-17-010099-8;
  - Bd. 4: Struktur und Krisen des Kaiserreichs, 2. Aufl., Stuttgart 1982, ISBN 3-17-007471-7;
  - Bd. 5: Weltkrieg, Revolution und Reichserneuerung: 1914–1919, Stuttgart 1978, ISBN 3-17-001055-7;
  - Bd. 6: Die Weimarer Reichsverfassung, Stuttgart 1981, ISBN 3-17-001056-5;
  - Bd. 7: Ausbau, Schutz und Untergang der Weimarer Republik, Stuttgart 1984, ISBN 3-17-008378-3;
  - Bd. 8: Registerband, Stuttgart 1990, ISBN 3-17-010835-2.
- Zum vertieften Verständnis (Wissenschaftsgeschichte): Michael Stolleis: Geschichte des öffentlichen Rechts in Deutschland, 4 Bde., C.H. Beck,
  - Bd. 1: Reichspublizistik und Policeywissenschaft 1600–1800, München 1988, ISBN 3-406-32913-6;
  - Bd. 2: Staatsrechtslehre und Verwaltungswissenschaft 1800–1914, München 1992, ISBN 3-406-33061-4;
  - Bd. 3: Staats- und Verwaltungsrechtswissenschaft in Republik und Diktatur 1914–1945, München 1999, ISBN 3-406-37002-0.
  - Bd. 4: Staats- und Verwaltungsrechtswissenschaft in West und Ost 1945–1990, München 2012, ISBN 978-3-406-63203-7.

Zur Theorie und Geschichte des Fachs
- Ewald Grothe: Zwischen Geschichte und Recht. Deutsche Verfassungsgeschichtsschreibung 1900–1970, Oldenbourg, München 2005 (= Ordnungssysteme, 16), ISBN 3-486-57784-0 (Rezension).
- Hans Boldt: Einführung in die Verfassungsgeschichte. Zwei Abhandlungen zu ihrer Methodik und Geschichte, Droste, Düsseldorf 1984.
- Fritz Hartung: Zur Entwicklung der Verfassungsgeschichtsschreibung in Deutschland, Berlin 1956 (= Sitzungsberichte der Deutschen Akademie der Wissenschaften zu Berlin. Klasse für Philosophie usw. 1956, 3).
- Helmut Neuhaus (Hrsg.): Verfassungsgeschichte in Europa. Tagung der Vereinigung für Verfassungsgeschichte in Hofgeismar vom 27. bis 29. März 2006, Duncker & Humblot, Berlin 2010 (= Der Staat, Beiheft 18).

Darstellungen des jeweiligen Staats- bzw. Verfassungsrechts
- Paul Laband: Das Staatsrecht des Deutschen Reiches, 4 Bde. 5. Auflage, Mohr Siebeck, Tübingen 1911–1914.
- Gerhard Anschütz, Richard Thoma (Hrsg.): Handbuch des Deutschen Staatsrechts, 2 Bde., Tübingen 1932.
- Ernst Rudolf Huber: Verfassungsrecht des Großdeutschen Reiches, 2. Aufl., Hanseatische Verlagsanstalt, Hamburg 1939.

Dokumentensammlungen
- Ernst Rudolf Huber (Hrsg.): Dokumente zur deutschen Verfassungsgeschichte, 5 Bde., 3. Aufl., Kohlhammer, Stuttgart, Berlin, Köln 1978–1997.
  - Bd. 1: Deutsche Verfassungsdokumente 1803–1850, 3. Aufl., Stuttgart 1978, ISBN 3-17-001844-2;
  - Bd. 2: Deutsche Verfassungsdokumente 1851–1900, 3. Aufl., Stuttgart 1986, ISBN 3-17-001845-0;
  - Bd. 3: Deutsche Verfassungsdokumente 1900–1918, 3. Aufl., Stuttgart 1990, ISBN 3-17-005060-5;
  - Bd. 4: Deutsche Verfassungsdokumente 1919–1933, 3. Aufl., Stuttgart 1992, ISBN 3-17-011718-1;
  - Bd. 5: Registerband, 3. Aufl., Stuttgart 1997, ISBN 3-17-014369-7.
- Ernst Rudolf Huber (Hrsg.): Quellen zum Staatsrecht der Neuzeit, 2 Bde., Tübingen 1949–1951 (Band 1 anonym).
  - Bd. 1: Deutsches Verfassungsrecht im Zeitalter des Konstitutionalismus (1806–1918), Tübingen 1949;
(Dieser Band ging in der nächsten Auflage in den Bänden 1 bis 3 der Dokumente zur deutschen Verfassungsgeschichte auf.)
  - Bd. 2: Deutsche Verfassungsdokumente der Gegenwart (1919–1951), Tübingen 1951.
(Dieser Band ging in der nächsten Auflage nur teilweise in den Bänden 1 bis 3 der Dokumente zur deutschen Verfassungsgeschichte auf, so dass er für die Dokumente der Jahre 1933 bis 1951 auch heute noch von Interesse ist.)
- Heinrich Triepel (Hrsg.): Quellensammlung zum Deutschen Reichsstaatsrecht, 5. Aufl., Aalen 1987, ISBN 3-511-10077-1.
- Ingo von Münch (Hrsg.): Gesetze des NS-Staates. Dokumente eines Unrechtssystems, 3. Aufl., Paderborn 1994, ISBN 3-8252-1790-6.

Zeitschriften
- Der Staat, Duncker & Humblot, Berlin 1961 ff. (interdisziplinäre Fachzeitschrift)

Buchreihen
- Schriften zur Verfassungsgeschichte, Duncker & Humblot, Berlin 1961 ff.
- Schriften zur europäischen Rechts- und Verfassungsgeschichte, Duncker & Humblot, Berlin 1991 ff.

### Insbesondere Österreich
- Wilhelm Brauneder: Österreichische Verfassungsgeschichte, 11. Auflage, Manz, Wien 2009, ISBN 978-3-214-14876-8.
- Oskar Lehner: Österreichische Verfassungs- und Verwaltungsgeschichte. Mit Grundzügen der Wirtschafts- und Sozialgeschichte, 3. Aufl., Linz 2002, ISBN 3-85487-339-5.
- Klaus Berchtold: Verfassungsgeschichte der Republik Österreich, Wien 1998, ISBN 3-211-83188-6.
- Ernst C. Hellbling: Österreichische Verfassungs- und Verwaltungsgeschichte, 2. Aufl., Wien 1974, ISBN 3-211-81256-3.
- Arbeitsgemeinschaft Österreichische Rechtsgeschichte (Hrsg.): Rechts- und Verfassungsgeschichte, Wien 2014, ISBN 978-3-7089-0942-4.

### Insbesondere Schweiz
- Alfred Kölz: Neuere Schweizerische Verfassungsgeschichte. Ihre Grundlinien vom Ende der Alten Eidgenossenschaft bis 1848, Stämpfli Verlag, Bern 1992, ISBN 3-7272-9380-2.
- Alfred Kölz: Neuere Schweizerische Verfassungsgeschichte. Ihre Grundlinien in Bund und Kantonen seit 1848, Stämpfli Verlag, Bern 2004 (posthum), ISBN 3-7272-9455-8.
- Alfred Kölz (Hrsg.): Quellenbuch zur neueren schweizerischen Verfassungsgeschichte, 2 Bde., Stämpfli Verlag, Bern 1992/1996.
- Hans Nabholz, Paul Kläui: Quellenbuch zur Verfassungsgeschichte der Schweizerischen Eidgenossenschaft und der Kantone. Von den Anfängen bis zur Gegenwart, Verlag H. R. Sauerländer, Aarau 1940.
- Hans Conrad Peyer: Verfassungsgeschichte der alten Schweiz, Schulthess Polygraphischer Verlag, Zürich 1978.

### Vergleichende Europäische Verfassungsgeschichte
- Peter Brandt, Werner Daum, Martin Kirsch, Arthur Schlegelmilch (Hrsg.): Handbuch der europäischen Verfassungsgeschichte. Institutionen und Rechtspraxis im gesellschaftlichen Wandel, [bisher] 3 Bde., J.H.W. Dietz, Bonn
(Auf vier Bände angelegte Darstellung der Verfassungsentwicklung aller europäischen Staaten seit 1800.)
  - Bd. 1: Um 1800, 2006, ISBN 3-8012-4140-8;
  - Bd. 2: 1815–1847, 2012, ISBN 3-8012-4141-6;
  - Bd. 3: 1848–1870, 2020, ISBN 978-3-8012-4142-1.
- Dieter Gosewinkel, Johannes Masing (Hrsg.): Die Verfassungen in Europa 1789–1949. Eine wissenschaftliche Textedition. C.H. Beck, München 2006, ISBN 3-406-55169-6.
- Andreas Kley: Verfassungsgeschichte der Neuzeit. Großbritannien, die USA, Frankreich und die Schweiz. Stämpfli Verlag, Bern 2004; 4. Auflage, Stämpfli Verlag, Bern 2020, ISBN 978-3-7272-8712-1.
- Anita Prettenthaler-Ziegerhofer: Verfassungsgeschichte Europas. Vom 18. Jahrhundert bis zum Zweiten Weltkrieg. Wissenschaftliche Buchgesellschaft, Darmstadt 2013, ISBN 978-3-534-20484-7.
- Wolfgang Reinhard: Geschichte der Staatsgewalt. Eine vergleichende Verfassungsgeschichte Europas von den Anfängen bis zur Gegenwart. 3. Auflage, C.H. Beck, München 2002, ISBN 978-3-406-47442-2.
- Dietmar Willoweit, Ulrike Seif (Hrsg.): Europäische Verfassungsgeschichte. C.H. Beck, München 2003, ISBN 3-406-49825-6.